# 1971 в Українській РСР

## Події
- 21 червня — під час археологічного дослідження кургану Товста могила, що на Дніпропетровщині, здійснено унікальну знахідку — золоту пектораль — нагрудну прикрасу скіфського царя IV століття до н. е. Керівником експедиції був Борис Мозолевський[1].

## Особи

### Призначено, звільнено
- 14 липня — Верховна Рада УРСР VIII скликання переобрала своїм головою Олександра Корнійчука, а головою Ради міністрів УРСР — Володимира Щербицького.

### Народились
- 19 січня — Каріна Плай, українська співачка, телеведуча.
- 31 січня — Андрій Парубій, український політик.
- 8 лютого — Володимир Балух, український громадський активіст, фермер, політв'язень.
- 12 лютого — Ольга Юнакова, українська співачка.
- 26 лютого — Семен Горов, український режисер, музичний продюсер та композитор.
- 1 квітня — Вахтанг Кіпіані, український журналіст, публіцист, історик.
- 8 квітня — Олександр Шевченко, український підприємець, політик. засновник гірськолижного курорту «Буковель».
- 30 квітня — Діана Дорожкіна, український модельєр-дизайнер.
- 7 травня — Олександр Авраменко, український педагог, теле- та радіоведучий.
- 13 травня 
  - Ганна Безулик, українська телеведуча.
  - Оксана Соколова, українська журналістка, телеведуча.
- 15 травня — Ірина Геращенко, українська тележурналістка та політик, народний депутат України.
- 17 травня — Юрій Кондратюк (Юрко Юрченко), український музикант і актор. Гітарист гурту «Yurcash».
- 19 липня — Віталій Кличко, український державний діяч, боксер, політик. Мер Києва з 5 червня 2014 року.
- 21 липня — Валентин Васянович, український режисер, сценарист та кінопродюсер.
- 22 липня — Дмитро Коляденко, український хореограф, танцівник, співак і телеведучий.
- 11 серпня — Іван Леньо, український музикант, один із лідерів фольк-рок-гурту «Kozak System».
- 23 серпня — Римма Зюбіна, українська актриса.
- 2 вересня — Маркіян Лубківський, український дипломат, політичний і громадський діяч.
- 5 вересня — Сергій Нагорняк, український футболіст.
- 18 вересня — Володимир Шаран, радянський та український футболіст і тренер.
- 25 вересня — Богдан Яременко, український дипломат, політик. Народний депутат України 9-го скликання.
- 30 вересня — Дмитро Ярош, український громадський і політичний діяч.
- 6 жовтня — Вадим Гутцайт, український фехтувальник, шабліст, олімпійський чемпіон. Міністр молоді і спорту України.
- 13 жовтня — Михайло Старостяк, український футболіст.
- 22 жовтня — Віталій Лінецький, український актор театру і кіно (пом. в 2014).
- 21 листопада — Андрій Єрмак, український державний діяч, політик, кінопродюсер, керівник офісу 6-го Президента України Володимира Зеленського.
- 30 листопада — Олександр Нікітін, український та російський актор.
- 2 грудня — Олександр Богуцький, український продюсер і телевізійний менеджер.

### Померли
- 14 березня — Павло Трохимович Кононенко, український поет (Незабутнє), письменник (Гостра могила, Гомін в хащі). (нар. 1900 р.).
- 7 травня — Задніпровський Леонід Сергійович, український актор. (нар. 1904 р.).

## Пам'ятні дати та ювілеї
- 1025 років з часу (946 рік):
  - посольства княгині Ольги до Царгорода.
  - придушення Ольгою повстання древлян після спалення Іскоростеня.
- 1000 років з часу (971 рік):
  - завершення Другого Балканського походу у Болгарії князя Святослава (з 969 року) та пограбування околиць Константинополя, облога у Доростолі; поразка і відхід з Балкан. Укладення з Візантією договору на умовах 944 року.
- 975 років з часу (996 рік):
  - завершення спорудження Десятинної церкви в Києві (з 990 року) та її урочисте відкриття (25 травня), до якої прибули священики з Херсонеса. Захоронення тут праху княгині Ольги.
- 925 років з часу (1046 рік):
  - укладення миру між Візантією та Київською Руссю, яким завершилася війна, що тривала з 1043 року.
- 875 років з часу (1096 рік):
  - 19 червня — Битва на річці Трубіж — одна з битв русько-половецької війни 1090-х — 1116 років.
  - Битва на Колокші біля Володимира у якій князь Мстислав Володимирович Великий розгромив Олега Святославича.
- 825 років з часу (1146 рік):
  - завершення повстання у Києві, який у 1139 році був захоплений Всеволодом Олеговичем.
  - початку збройної боротьби князівських родів (Ольговичів, Мономаховичів, Давидовичів) за Київський престол (до 1161 року).
- 775 років з часу (1196 рік):
  - вторгнення литовців у Волинське князівство.
- 750 років з часу (1221 рік):
  - початку княжіння Данила Романовича на Волині.
- 650 років з часу (1321 рік):
  - битви на річці Ірпінь, коли литовський князь Гедимін розбив руське військо і зайняв Київ (інша дата — 1320 рік).
- 550 років з часу (1421 рік):
  - входження Галичини до складу Польського королівства.
- 525 років з часу (1446 рік):
  - Блокада Кафи трапезундською ескадрою. Генуезці відкупилися від греків і уклали з ними мир.
- 500 років з часу (1471 рік):
  - ліквідація Великим князівством Литовського Київського удільного князівства та утворення Київського воєводства у складі Овруцького, Київського, Житомирського та інших повітів.
- 400 років з часу (1571 рік):
  - походу кримських татар на чолі з ханом Девлет Ґераєм на Москву, який привів до спалення кримськими татарами Москви, коли цар Іван IV втік зі своєї столиці.
  - петиції української шляхти з Київщини до польського короля про збереження прав «руської» української мови.
- 375 років з часу (1596 рік):
  - 8-10 жовтня — скликання у Бересті королем Речі Посполитої Сигізмундом III Вазою Берестейського собора, що через непримиренність позицій розколовся надвоє. Обидва собори, православний і уніатський, відбулись, не знайшли способів порозумітися: уніатський проголосив з'єднання з римсько-католицькою церквою під проводом Папи Римського, а православний засудив унію.
  - завершення повстання Наливайка 1594–1596 років у результаті програних битва під Гострим Каменем (поблизу села Трипілля на Київщині — у березні) та в ході Солоницького бою поблизу Лубен (у травні).
- 350 років з часу (1621 рік):
  - Хотинської битви (1-29 вересня), в якій війська Речі Посполитої з українськими козаками зупинили наступ Османської імперії.
  - укладення Хотинського мирного договору (8 жовтня). Османи отримали Хотин, але зобов'язалися не нападати на Україну.
  - морської кампанії за завданням Петра Сагайдачного в Чорному морі діяв козацький флот у складі 200 чайок і 10 тисяч козаків, в часі цього походу товариство здобуло Трапезунд і Синоп.
- 300 років з часу (1671 рік):
- 26 серпня — у битві під Брацлавом польський гетьман Ян III Собеський завдав поразки козацько-татарському війську. Польсько-козацько-татарська війна завершилася перемогою поляків.
  - 21 жовтня — би́тва під Ка́льником в ході польсько-козацько-татарської війни 1666—1671 років, коли коронний гетьман польний Ян Собеський розбив козацько-татарське військо, яке йшло на допомогу обложеному поляками Кальнику. Незважаючи на перемогу, Собеський не зміг взяти Кальника і відступив до Брацлава.
- 275 років з часу (1696 рік):
  - лівобережні козаки взяли участь в захопленні Московією турецької фортеці Азов в ході Другого азовського походу — облоги, штурму і здобуття (19/29 липня) україно-російськими військами турецької фортеці Азов у гирлі Дону (травень — липень).
- 250 років з часу (1721 рік):
  - завершення Північної війни Російської імперії зі Швецією.
  - 30 серпня — підписання Ништадтського миру та закінчення Північної війни Московського царства зі Шведською імперією.
  - видання наказу про цензурування українських книжок, яким були накладені штрафи на Київську та Чернігівську друкарні за книжки «не во всем с великороссийскими сходные». Знищення Чернігівської друкарні.
  - перше взяття проб донецького вугілля з метою його промислового використання ландратом (помічникомгубернатора) Київської губернії, шляхтичем Микитою Вепрейським та капітаном Ізюмського полку, комендантом Бахмутської фортеці Семеном Чирковим в урочищі Скелеватому, що за 25 верст від Бахмута.
- 200 років з часу (1771 рік):
  - походу Долгорукова на Кримське ханство в ході російсько-турецької війни, коли було здобуто Перекоп (червень), Ґезлев, Кафу. Кримське ханство було визнане незалежним, але під протекторатом Російської імперії.
- 175 років з часу (1796 рік):
  - 28 січня — створення на українських землях Волинська, Київська, Малоросійська, Новоросійська і Подільська губернії.
- 150 років з часу (1821 рік):
  - утворення в Тульчині таємного «Південного товариства» декабристів.
- 125 років з часу (1846 рік):
  - створення Кирило-Мефодіївського товариства
  - проведення селянського повстання у Галичині
- 50 років з часу (1921 рік):
  - початку Голодомору в Україні в 1921—1923 роках.
  - 18 березня — підписання у Ризі «мирового договору між Україною і Росією з одної сторони й Польщею з другої», яким завершилася польсько-радянська війна та було визначено кордони за яким західна Україна відійшла до Польщі.
  - 27 березня — надзвичайною сесією Всеукраїнського Центрального Виконавчого Комітету ухвалено постанову «Про заміну продрозкладки податком», чим узаконено на території Української СРР перехід до нової економічної політики, затверджену 15 березня Х з'їздом РКП(б) резолюцію «Про заміну розкладки натуральним податком».
  - 14-30 жовтня — скликання Всеукраїнського православного церковного собору, який проходив у Софійському соборі у Києві та підтвердив автокефалію Української православної церкви, а також обрав її керівництво на чолі з митрополитом Василем Липківським.
  - 25 жовтня — початку Другого зимового походу загонів армії УНР на чолі з генерал-хорунжим Юрієм Тютюнником з метою об'єднання селянського протестного руху та підняття загального антибільшовицького повстання для відновлення державності. Він став останньою спробою армії УНР відновити незалежність та завершив Українську революцію 1917—1921 років.
  - 21 листопада — розстрілу більшовиками під містечком Базар 359 полонених українських вояків, учасників Другого Зимового Походу Армії УНР[2].
- 25 років з часу (1946 рік):
- початку Голодомору в Україні в 1946—1947 роках
- 8 березня — початку Львівського собору на якому було проголошено ліквідацію Берестейської унії 1596 року і приєднання греко-католиків до Російської православної церкви.
- 2 серпня — завершення другого етапу примусового переселення з Польщі до Української РСР (за допомогою Війська польського), який тривав із вересня 1944 року.

### Видатних особистостей

#### Народження
- 900 років з дня народження (1071 рік):
  - Євпра́ксії Все́володівни (д.-рус. Еоупраксиа; пом. 1109) — князівни з династії Рюриковичів. Німецької імператриці (1088—1105), дружини німецького імператора Генріха IV. Доньки великого князя київського Всеволода Ярославича, онуки Ярослава Мудрого.
  - Яросла́ва Святосла́вича (пом. 1129) — князя чернігівського (1123—1127). Сина Великого князя Київського Святослава II. Онука Ярослава I Мудрого.
- 750 років з дня народження (1221 рік):
  - Андрія Ярославича (пом. 1264) — третього сина великого князя Ярослава Всеволодовича, князя суздальського, у 1250—1252 роках великого князя владимирського. Чоловіка Устини — доньки Короля Русі Данила Романовича та його союзник.
  - Олександра Ярославовича Не́вського (пом. 1263) — князя новгородського (1236—1240,1241—1252, 1257—1259), псковського (1242), великого князя владимирського (1252—1263), формального великий князя київського (1249—1263). Прославився завдяки перемогам у Невській битві та Битві на Чудському озері.
- 375 років з дня народження (1596 рік):
- 6 січня[3][4] — Богда́на (Зино́вія-Богда́на) Миха́йловича Хмельни́цького (пом. 27 липня (6 серпня) 1657) — українського військового, політичного та державного діяча. Гетьман Війська Запорозького, очільника Гетьманщини (1648–1657). Керівника Хмельниччини — повстання проти зловживань коронної шляхти в Україні, котре переросло у загальну, очолену козацтвом, визвольну війну проти Речі Посполитої. Перший з козацьких ватажків, котрому офіційно було надано титул гетьмана[5]. Намагався розбудувати незалежну українську державу, укладаючи протягом свого правління союзи з Кримським ханством та Московським царством. Представника роду Хмельницьких.
  - Петра Могили (пом. 1647) — церковного та політичного діяча, педагога, митрополита Київського, Галицького і всієї Русі (31 грудня);
- 350 років з дня народження (1621 рік):
  - Дем'я́на Ігнатовича (також відомого як Многогрі́шний[6]) (1621[7] — пом. 1703) — 3-го очільника Лівобережної Гетьманщини (1668—1672). Полковника Чернігівського.
- 325 років з дня народження (1646 рік):
  - Іва́на Васи́льовича Ломико́вського (пом. 1714) — українського державного та військового діяча доби Гетьмана Івана Мазепи. Генерального осавула (1696—1707) та Генерального обозного (1707—1709) в уряді Івана Мазепи. Одного із лідерів Гетьманату Пилипа Орлика в екзилі (Молдова).
  - Іва́на Скоропа́дського (пом. 1722) — українського військового, політичного і державного діяча, гетьмана Війська Запорозького, голови козацької держави в Лівобережній Україні (1708-1722). Представника козацького роду Скоропадських. Гетьмана Глухівського періоду в історії України.
- 275 років з дня народження (1696 рік):
  - 17 жовтня — Я́кова Андрі́йовича Марко́вича (пом. 1770) — українського письменника-мемуариста, державного діяча Гетьманщини, сина Андрія Марковича.
- 250 років з дня народження (1721 рік):
  - Архімандрита Мельхіседека (світське ім'я Матві́й Карпович Значко-Яворський) (за іншими даними — близько 1716; пом. 1809) — православного церковного діяча, архімандрита, члена Новгород-Сіверського патріотичного гуртка.
- 225 років з дня народження (1746 рік):
  - Івана Бондаренка (пом. 1768) — ватажка гайдамацького загону під час Коліївщини.
- 200 років з дня народження (1771 рік):
  - Михайла Милорадовича (пом. 1825) — російського військового діяча, генерала, графа (з 1813).
- 150 років з дня народження (1821 рік):
  - Платона Симиренка (пом. 1863) — промисловця-цукрозаводчика, одного із засновників раціонального садівництва в Україні.
- 125 років з дня народження (1846 рік):
  - Василя Милорадовича (пом. 1911) — українського фольклориста, етнографа, історика, поета і перекладача.
- 100 років з дня народження (1871 рік):
  - 15 січня — Агатангела Кримського (пом. 1942) — українського історика, письменника, перекладача, одного з організаторів Академії Наук України (1918).
  - 25 січня — Миколи Скрипника (пом. 1933) — українського політичного і державного діяча, голови раднаркому більшовицької УНР (1918-1919 рр.)
  - 12 лютого — Леся Мартовича (пом. 1916) — українського письменника («Не-читальник», «Забобон») і громадського діяча.
  - 25 лютого — Лесі Українки (пом. 1913) — української поетеси («Лісова пісня», «В катакомбах», «Осіння казка»).
  - 9 травня — Володимира Гнатюка (пом. 1926) — українського фольклориста, етнографа, літературознавця.
  - 14 травня — Василя Стефаника (пом. 1936) — українського письменника-новеліста («Камінний хрест», «Земля»).
  - 8 жовтня — Івана Піддубного (пом. 1949) — українського спортсмена-борця, шестиразового чемпіона світу (1905—1909).
  - 23 листопада — Антіна Кравса (пом. 1945) — українського військовика, генерала УГА.
  - 6 грудня — Миколи Вороного (пом. 1938) — українського письменника, перекладача, поета, режисера, актора.
- 75 років з дня народження (1896 рік):
  - 1 січня — Василя Касіяна (1976) — українського художника, професора, академіка.
  - 2 січня — Дзиґи Вертова (1954) — радянського режисера («Шагай, Совет!», «Шоста частина світу», «Річниця революції»).
  - 3 березня — Івана Паторжинського (1960) — українського співака (баса), педагога, народного артиста СРСР (1944).
- 50 років з дня народження (1921 рік):
  - 9 березня — Олексія Береста (пом. 1970) — радянського військового, який разом з М. Єгоровим та М. Кантарією, встановили Прапор Перемоги на даху німецького Рейхстагу (пом. 1945); Героя України.
  - 15 квітня — Георгія Берегового (пом. 1995) — українського льотчика-космонавта, двічі Героя Радянського Союзу (1944, 1968).
- 25 років з дня народження (1946 рік):
- 1 березня — Валентина Щербачова — українського спортивного журналіста.
- 6 березня — Володимира Талашка — українського актора («Чорний квадрат», «Кодекс мовчання», «Підземелля відьом», «Пароль знали двоє», «Таємниці святого Юра», "В бій ідуть одні «старики»).
- 14 серпня — Володимира Мунтяна — українського футболіста («Динамо» Київ), тренер («Таврія» Симферопіль); семиразовий чемпіон СРСР.
- 13 грудня — Володимира Бистрякова — українського піаніста, композитора (Куда уехал цирк, Остров сокровищ).

#### Смерті
- 875 років з дня смерті (1096 рік):
- 6 вересня — Ізяслава Володимировича — руського князя з династії Рюриковичів, другого сина Володимира Мономаха та його першої дружини Ґіти (дочки англійського короля Гарольда II Ґодвінсона).
- 850 років з дня смерті (1121 рік):
  - квітень — Ники́фора І — православного церковного діяча, митрополита Київського та всієї Руси (1103 або 1104—1121).
- 825 років з дня смерті (1146 рік):
  - 30 липня/1 серпня[8] — Все́волода О́льговича — руського князя з династії Рюриковичів, роду Ольговичів. Великий князь Київський (5 березня 1139 — 1 серпня 1146).
- 800 років з дня смерті (1171 рік):
  - 20 січня — Гліба Юрійовича, в хрещенні Олександра — руського князя з династії Рюриковичів. Князь київський. Сина Юрія Довгорукого. Став першим київським князем, що не титулувався як «Великий» (з 1169 року).
  - 30 травня — Володимира Мстиславича (нар. 1130) — руського князя з династії Рюриковичів. Великий князь київський (1171).
- 775 років з дня смерті (1196 рік):
  - Всеволода Курського — князя курського і трубчевського, меншого брату князя новгород-сіверського Ігоря Святославича, сина Святослава Ольговича князя черніговського.[9]
- 725 років з дня смерті (1246 рік):
  - 20 вересня — Миха́йла Чернігівського (нар. 1179) — руського князя з династії Рюриковичів, князя переяславського (1206), новгородського (1224, 1229), чернігівського (1224—1239), галицького (1235—1236), великого князя київського (1238—1239, 1241—1246).
  - 30 вересня — Яросла́ва Все́володовича (нар. 1191) — сина князя Всеволода Велике Гніздо, князя Переяславського, великого князя Київськрого (1236—1238, 1246).
- 450 років з дня смерті (1521 рік):
  - Йо́сифа II Солта́на — митрополита Київського, Галицького і всієї Руси.
- 375 років з дня смерті (1596 рік):
  - Григо́рія Лободи — 23-го Гетьмана Війська Запорозького (1593—1596  з перервами). Учасника походів на Молдову та Угорщину, очільника низовців під час повстання Северина Наливайка.
  - Шаула Матвія — українського військового діяча, одного з керівників козацького повстання 1594—1596 років під проводом Северина Наливайка, запорізького гетьмана.
- 325 років з дня смерті (1646 рік):
  - 12 жовтня — Миколая Станіслава Оборського (пол. Mikołaj Stanisław Oborski; нар. 1576) — церковного діяча Речі Посполитої, священика-єзуїта, ректора Львівської єзуїтської колегії 1635—1638, прокуратор у справі канонізації Станіслава Костки.
- 300 років з дня смерті (1671 рік):
  - Ганни Золотаренко — руської міщанки, третьої дружини гетьмана Богдана Хмельницького, сестри полковників Івана та Василя Золотаренків.
- 250 років з дня смерті (1721 рік):
  - Івана Сулими — українського полководця, генерального хорунжого Війська Запорозького (1708–1721), наказного гетьмана (з 1718).
  - Сильвестра (Пиновського) (за іншою інформацією — помер у 1722) — українського церковного діяча, ректора Києво-Могилянської академії.
- 175 років з дня смерті (1796 рік):
  - Самуїла Миславського (нар. 1731) — українського релігійного діяча, церковного історика. Митрополита Київського і Галицького (1783-96) Відомства православного сповідання Російської імперії, перший після анексії Гетьманщини.
  - Андрія Милорадовича (нар. 1727) — члена Другої Малоросійської колегії (1777—1781), після анексії Гетьманщини Московщиною — Чернігівського намісника (1782—1796).
  - Петра Рум'янцева-Задунайського (нар. 1725) — графа, російського державного діяча та полководця, президента Малоросійської колегії та генерал-губернатора Лівобережної України.
- 50 років з дня смерті (1921 рік):
  - 23 січня — Миколи Леонтовича — українського композитора («Щедрик», «Дударик», «Козака несуть»), хорового диригента, педагога. (нар.. 1877 р.)
  - 28 серпня — Григорія Чупринки — українського поета (Огнецвіт, Метеор, Сон-трава, Лицар-Сам). (нар.. 1879 р.).
- 25 років з дня смерті (1946 рік):
- 19 липня — Олександра Богомольця — українського патофізіолога. (нар. 1881 р.).
- 18 вересня — Олександра Шумського — українського революціонера, радянського державного і політичного діяча, народного комісара внутрішніх справ (1920), освіти (1919, 1924—1927 рр.) УРСР. (нар. 1890 р.).